# مزار و مسجد قطب‌الدین حیدر
مزار و مسجد قطب‌الدین حیدر مربوط به دوره تیموریان - دوره صفوی است و در تربت حیدریه، مرکز شهر واقع شده و این اثر در تاریخ ۱۵ دی ۱۳۱۰ با شمارهٔ ثبت ۱۷۵ به‌عنوان یکی از آثار ملی ایران به ثبت رسیده‌است.